# Buchbinden

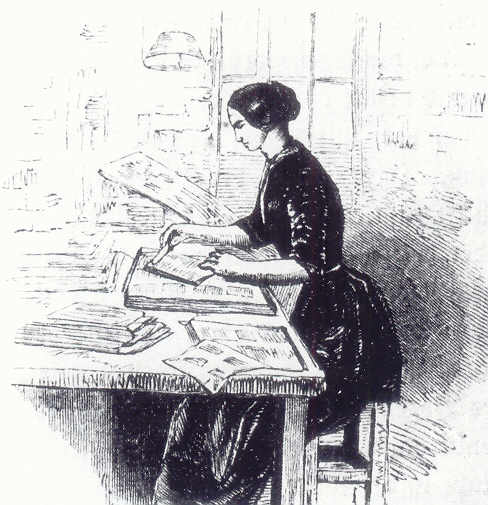
Falzerin bei der Arbeit

Als Buchbinden bezeichnet man den letzten Arbeitsgang der Buchherstellung nach Abschluss der Druckarbeiten. Er umfasst alle Schritte vom Ordnen und Zusammenfügen der Seiten bzw. Lagen eines Buches bis zum Versehen des Buchblocks mit einem Einband und der anschließenden Verzierung.
Buchbinden bezeichnet auch die handwerkliche Bearbeitung eines bereits vorhandenen Buches, das sogenannte Umbinden.

## Geschichte

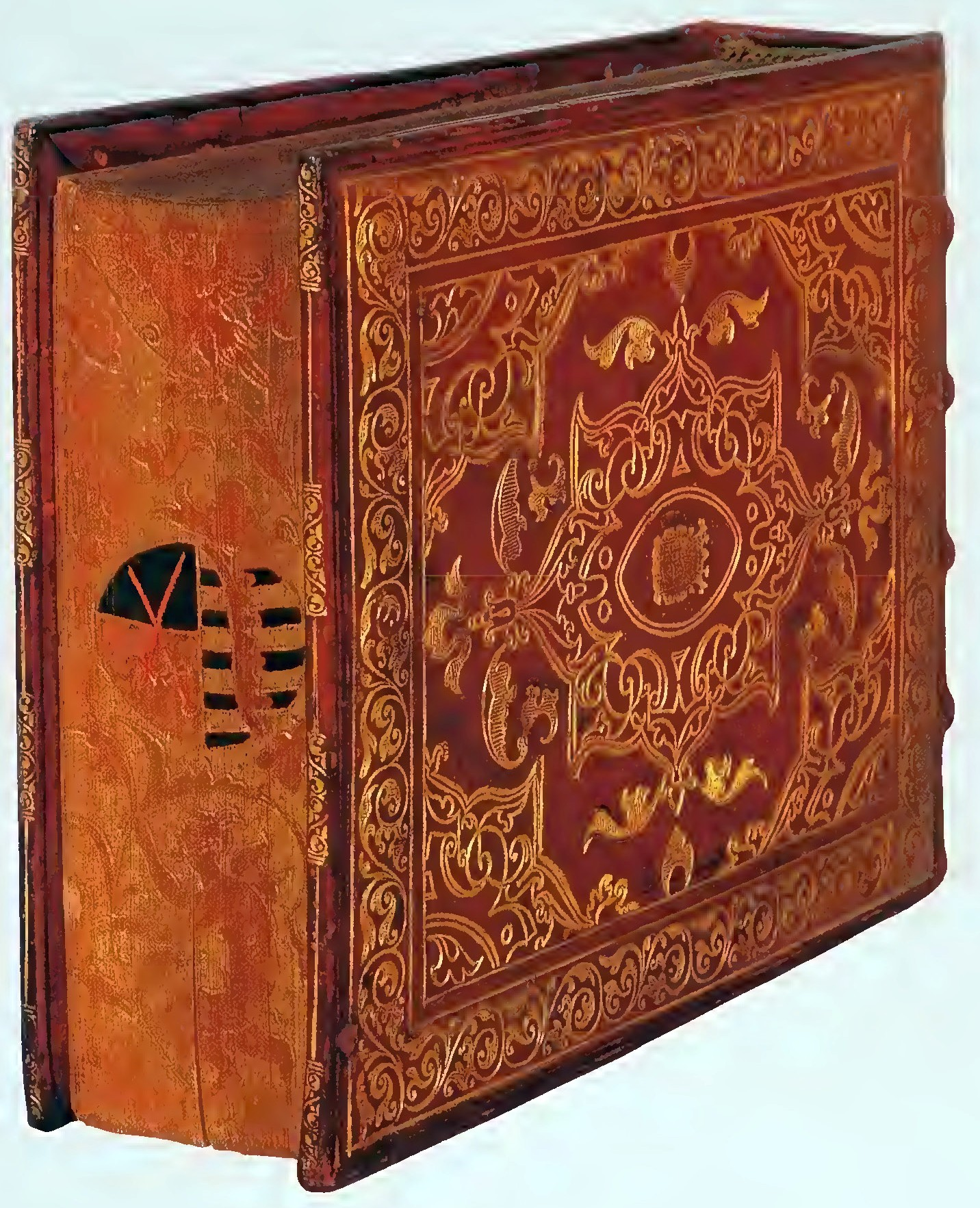
Meisterhaft gebundenes Buch „Division Tables“ von Jakob Krause, ca. 1570

Während Bücher zu binden bis ins 19. Jahrhundert hinein eine rein handwerkliche Tätigkeit war (Handeinband), wird heute ein Großteil der Produktion in industrieller Serienfertigung hergestellt (Verlagseinband). Die grundlegenden Vorgänge sind dabei zwar dieselben geblieben, in ihrer Ausführung unterscheiden sie sich jedoch wesentlich voneinander. Der handwerkliche Buchbinder führt alle Arbeitsschritte nacheinander aus und benutzt dafür nur wenige handbetriebene Gerätschaften, fertigt den Einband also vollständig selbst. Selbst der künstlerische Entwurf stammt häufig vom Buchbinder. In manufakturartig organisierten Buchbindereien ab dem 19. Jahrhundert wurde eine Arbeitsteilung vorgenommen. Einzelne Arbeitsschritte wurden mechanisiert. Mit dem Entstehen der Dampfbuchbinderei im 19. Jahrhundert verstärkten sich Arbeitsteilung und Mechanisierung. In der industriellen Buchproduktion ab Mitte des 19. Jahrhunderts werden schrittweise die meisten Arbeitsschritte von Maschinen durchgeführt. Nur so sind überhaupt größere Auflagen möglich geworden. Der künstlerische Entwurf wird von einem Graphiker übernommen. Der Buchbinder ist häufig lediglich für die Bedienung und den reibungslosen Ablauf eines einzelnen Arbeitsschrittes zuständig.

## Ablauf beim handwerklichen Buchbinden

### Bogenbearbeitung

#### Planieren und Schlagen

Formatschlagen mit dem Schlaghammer

Bis zur Mitte des 19. Jahrhunderts mussten bedruckte Bögen zunächst nachträglich geleimt werden, da die Drucker hauptsächlich ungeleimte oder nur schwach geleimte Papiere verwendeten, die die Farbe besser aufnahmen. Leimung sorgte aber für eine bessere Haltbarkeit des fertigen Buches und schützte die Seiten vor Feuchtigkeit, so dass es am Buchbinder war, dieses Versäumnis nachzuholen. Dafür wurden die Bögen zunächst durch das sogenannte Planierwasser gezogen, eine heiße Lösung aus tierischem Leim und zugesetztem Alaun (Aluminiumkaliumsulfat-Dodecahydrat), um anschließend auf Roßhaarschnüren an der Luft getrocknet zu werden. Danach folgte das Schlagen – die Glättung der Papiere mittels eines schweren Hammers. Um die Bögen dabei nicht zu beschädigen, waren Richtung und Ausführung der Schläge genau vorgeschrieben. Diese beiden Arbeitsgänge entfielen, als sich die Leimung des Papiers in der Masse durchsetzte.

#### Falzen der Bogen und erneutes Schlagen
Der nächste Arbeitsschritt (oder der erste in der modernen Buchbinderei) ist das Falzen der Bogen, das heißt das Falten entsprechend der Paginierung. Früher war zumeist der jüngste Lehrling dafür zuständig, da es eine einfache Arbeit ist, die ohne großen Kraftaufwand geleistet werden kann. Mit dem sogenannten Falzbein werden dabei die Falze scharf niedergestrichen. Um eine gleichmäßige Blockdicke zu erreichen, stand vor dem Vorrichten früher ein erneutes Schlagen der Papiere. Im Laufe des 19. Jahrhunderts wurde es aber in den meisten Handbuchbindereien durch Pressen oder Walzen ersetzt. Diese konnten allerdings nie dieselbe Schärfe im Ergebnis erreichen wie die manuelle Bearbeitung.

#### Vorarbeiten beim Neueinband
In der heutigen Handbuchbinderei kommt es häufig vor, dass Bücher nicht erstmals, sondern aufgrund einer Beschädigung oder dem Wunsch des Besitzers nach einem höherwertigen Einband neu gebunden werden. In diesem Fall stehen das Lösen des Buchblockes vom Einband und die Auftrennung der Heftung an erster Stelle. Danach müssen Leimreste entfernt werden und die Bögen im Anschluss notfalls nachgefalzt werden. Die weiteren Arbeitsschritte entsprechen dann jenen eines Originaleinbandes.

#### Vorrichten der Bogen
Vor dem Heften müssen eventuelle Beigaben, früher besonders Karten, Tafeln oder Stiche, an den dafür vorgesehenen Stellen eingeklebt werden. Außerdem gehört das Verbinden der Vorsätze mit dem ersten und letzten Bogen, in der Fachsprache als Anhängen bezeichnet, zu den Vorrichtarbeiten. Das einfachste Vorsatz besteht aus einem Doppelblatt von der Größe der Lagen, vorderer und hinterer Vorsatz werden mit einem zusätzlichen Streifen Papier verbunden, dem Ansetzfalz. Daneben gibt es aber eine Vielzahl weiterer Vorsatzarten, die alle unterschiedlich konstruiert sind und angehängt werden.

### Buchblockbildung

Heftlade

Wenn nicht schon früher geschehen, müssen spätestens unmittelbar vor dem Heften die einzelnen Lagen in der richtigen Reihenfolge zusammengetragen werden. Diesen Vorgang nennt man Kollationieren. Der Überprüfung der richtigen Sortierung und der Vollständigkeit dienen seit der industriellen Buchproduktion die Flattermarken.
Beim Heften werden die einzelnen Lagen mithilfe des Heftfadens zum Buchblock verbunden. Dies geschieht bis heute in der Handbuchbinderei durch Heften auf appretierte Gewebebänder oder mit Hilfe einer mechanischen Heftmaschine unter Verwendung von Gaze. Bücher mit echten erhabenen Bünden werden mit der Heftlade geheftet, was bis zum ausgehenden 18. Jahrhundert die übliche Verfahrensweise war
und schrittweise durch eingesägte Bünden zu Gunsten eines vereinfachten Heftvorganges ersetzt wurde. Heute hingegen wird bei der handwerklichen Buchherstellung meist auf Bänder geheftet, lediglich bei bibliophilen Büchern greift man in Einzelfällen auf die Heftung mit echten Bünden zurück. Bekommt der Buchbinder hingegen lose Blätter zum Einbinden, wendet er die Klebebindung an. Das moderne industrielle Heftverfahren nennt man Fadensiegelung.

### Buchblockbearbeitung – Ableimen, Beschneiden, Runden, Abpressen und Hinterkleben

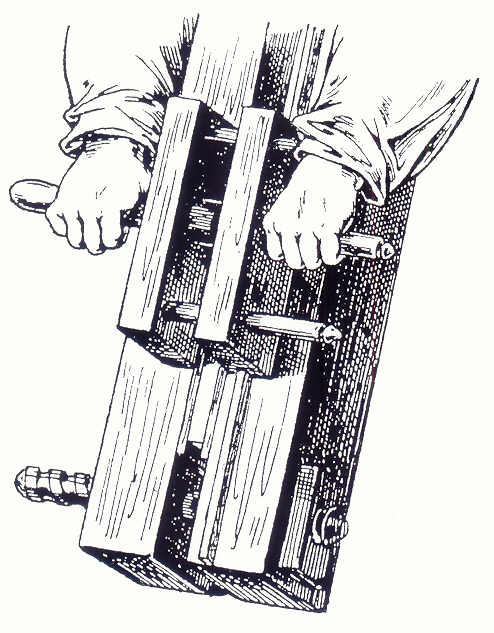
Beschneidehobel

Um eine durchgehende Verbindung der Bogen im Rücken zu erreichen und ein Verschieben der äußeren Lagen zu verhindern, wird der Buchrücken nach dem Heften zuerst abgeleimt. Dafür wird Leim mit einem Pinsel dünn aufgetragen und anschließend mit der Hammerfinne oder einem Falzbein in die Zwischenräume der Lagen eingerieben. Als Alternative verwendet man heute für moderne Bücher auch Dispersionskleber, Heißschmelzkleber (Hotmelt) oder Klebstoffe auf Polyurethan-Basis (PUR) zum Ableimen. Für historische oder anderweitig wertvolle Bände werden nur Kleber aus pflanzlicher oder tierischer Herkunft eingesetzt, um nachteilige chemische und mechanische Langzeitwirkungen auszuschließen. Nach dem Trocknen wird der Buchblock beschnitten, das heißt alle drei Buchseiten auf das gleiche endgültige Format gebracht. Das geschah früher mit dem Beschneidehobel, wird heute jedoch auch in der Handbuchbinderei von kleineren, manuell zu bedienenden und oft elektrisch angetriebenen Schneidemaschinen übernommen. Bei anspruchsvollen Bindearbeiten erfolgt der Kopf- und Fußbeschnitt erst nach dem Runden und Abpressen.

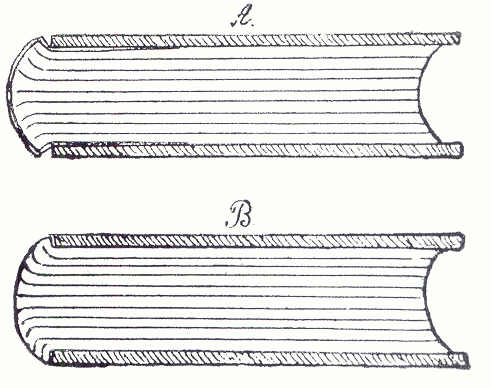
A = flacher Falz, B= tiefer Falz

Der nächste Schritt ist das Runden des Buchblocks am Rücken. Dafür wurde (und wird auch heute noch in kleineren Betrieben) der Buchblock auf eine feste Unterlage gelegt und mit dem Hammer in die gewünschten Rundung geschlagen. Größere Betriebe arbeiten teilweise mit Rückenrundemaschinen. Um die durch das Heften entstandene Steigung im Falz in eine stabile Fassung zu bringen, wird der Buchblock anschließend abgepresst. Dafür wird er zwischen zwei Brettern eingeklemmt und der leicht überstehende Rücken vorsichtig über die Brettkanten hinübergeschlagen. Dabei unterscheidet man zwischen dem Abpressen auf flachen (45°) und dem, für den Einband mit angesetzten Deckeln nötigen, tiefen (90°) Falz. Die letzten Schritte der Buchblockbearbeitung sind das Hinterkleben des gehefteten Buchrückens und das Anbringen der Kapitalbänder. Je nach Gewicht des Buches wird für das Hinterkleben Molton, Gaze oder auch nur reißfestes Papier verwandt. Im Mittelalter und in der frühen Neuzeit kam dagegen häufig Pergamentmakulatur zum Einsatz.

### Verzieren der Buchschnitte
Die Möglichkeiten der Schnittverzierung waren und sind vielfältig. Je nach Epoche und Region wurden die Schnitte ringsum oder auch nur einseitig, einfarbig oder mehrfarbig, marmoriert, gesprenkelt oder mit Metallschnitten versehen. Sie konnten auch zusätzlich gemustert oder aufwendig punziert werden. Ebenso waren bemalte Schnitte und weitere seltenere Arten der Dekoration möglich. Während noch im 19. Jahrhundert bei gut ausgestatteten Büchern, auch bei Verlagseinbänden, die dreiseitige Verzierung üblich war, ist es heute in der Regel lediglich, wenn überhaupt noch, der Farbschnitt am Kopf des Buches.

### Das Anbringen der Kapitale

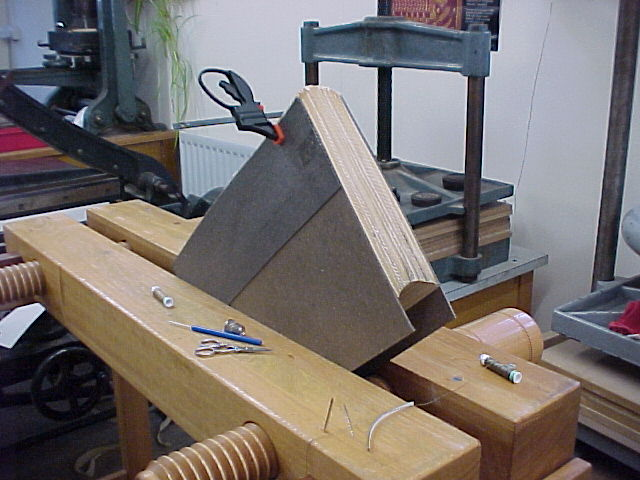
In der Klotzpresse fixierter Buchkern in Vorbereitung zur Anbringung eines handumstochenen Kapitalschmuckes

Die Kapitale an Kopf und Fuß des Buchrückens hatten bis ins Mittelalter hinein die Funktion, den Buchblock zusätzlich zu verstärken und ein Einreißen der Lagen zu verhindern. Sie entstanden als Teil der Heftung an der Stelle, wo der Heftfaden von einer Lage in die andere überging. Ab dem 14. Jahrhundert ging man dazu über, das Kapital dekorativer zu gestalten, durch Umnähen mit verschiedenfarbigen Bändern oder Umflechten mit farbigen Lederriemen. Seit der Einführung des Fitzbundes hatte es nur noch eine schmückende Funktion, wurde separat um einen Pergament- oder Lederstreifen gestochen und auf den Rücken aufgeklebt. Ab 1700 begannen sich die heute üblichen gewebten Kapitalbänder zu entwickeln, die nur noch zugeschnitten und ebenfalls an den Buchblock geklebt werden müssen.

### Herstellung und Anbringung der Buchdecke beim angesetzten Band

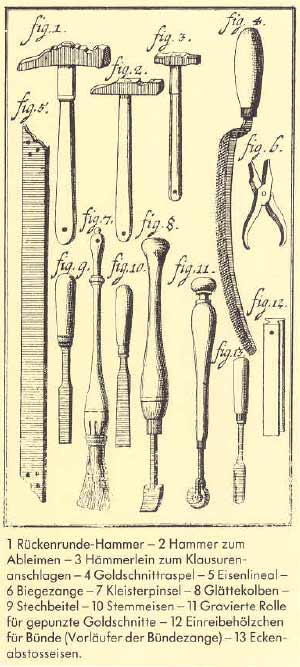
Werkzeuge des Handbuchbinders

Für den angesetzten Band, der direkt am Buchblock gefertigt wird, wurden bzw. werden zunächst je nach Ansetzart die Bünde an den Buchdeckeln befestigt – entweder durchgezogen, verklebt oder durch einen zusätzlichen Ansetzfalz miteinander verbunden. Nach dem Zuschneiden und weiteren eventuell notwendigen Bearbeitungsschritten am Bezugsmaterial, wie beispielsweise dem Einweichen, Schärfen und Ausdünnen des Leders, folgt das Beziehen. Der zugeschnittene Überzugsstoff, der so genannte Nutzen, wird dazu mit Kleister bestrichen, eventuell eine Rückeneinlage angebracht, und im Anschluss direkt fest um die Buchdeckel herumgezogen. Die überstehenden Ränder werden eingeschlagen und verklebt. Die Handhabe bei der Herstellung eines Halbbandes unterscheidet sich nur unwesentlich von der des Ganzbandes. Hier ist es zunächst nur der Rücken, der bezogen wird, es folgen die Buchdeckel, die meist in Papier eingeschlagen werden und eventuelle Verzierungen der Vorderkanten oder Deckelecken.
Der letzte Schritt ist das Anpappen, die Verbindung von Vorsätzen und Buchdeckeln. Dabei unterscheidet man zwischen dem gewöhnlichen Anpappen, bei dem die Vorsätze mit Leim bestrichen, das Buch zugeschlagen und anschließend eingepresst wird, und dem offenen Anpappen, bei dem die angeschmierten Vorsätze auf die geöffneten Deckel gezogen, im Falz eingerieben werden und anschließend in offenem Zustand austrocknen.

### Herstellung und Anbringung der Buchdecke beim Deckenband
Der Deckenband wird in der Sortimentsbuchbinderei, insbesondere bei Bibliothekseinbänden, häufig angewandt. Dafür werden zunächst alle Elemente der Einbanddecke, die zwei Buchdeckel, die Rückeneinlage und das Bezugsmaterial von Hand zugeschnitten. Anschließend wird der Nutzen auch hier mit Klebstoff angeschmiert, und die drei formgebenden Elemente werden zentral und im Abstand der Falzbreite zueinander auf die plane Fläche geklebt. Überstehendes Material wird eingeschlagen und verklebt. Die Verbindung mit dem Buchblock geschieht anschließend durch das so genannte Einhängen. Dafür wird zuerst die auf der Rückseite des Buchblockes angeklebte Papierhülse eingekleistert und passgenau auf den entsprechenden Deckenrücken gelegt, die Einbanddecke herumgeklappt und das Buch zugeschlagen. Oft entfällt die Papierhülse und die Verbindung zwischen Buchdecke und Buchblock geschieht über die Verklebung der Fälze des Vorsatzes. Es folgt ein Pressen des Buches und danach die Verbindung des Anpappblattes vom Vorsatz oder das Einkleben eines Papierspiegels mit den Buchdeckelinnenseiten durch Klebstoff. Der letzte Vorgang besteht nun im erneuten Einpressen des Buches und Trocknen dieser Bereiche.

### Verzierung der Buchdecke
Die Gestaltung der Buchdecke geschieht beim angesetzten Band vor dem Anpappen, beim Deckenband vor dem Einhängen. Die Geschichte der Bucheinbandverzierung kennt unzählige Varianten und Formen des Schmuckes, die jeweils ihre eigenen Herstellungstechniken haben. Die häufigsten Dekorationen im europäischen Kulturraum jedoch waren stets die Blindprägung und die Vergoldung.

## Ablauf beim industriellen Buchbinden

### Bogenbearbeitung

#### Bogen
Die Druckbogen werden entweder als Rotabogen, die in einer Tiefdruck- oder Rollenoffsetmaschine gedruckt wurden, oder als Planobogen (4 bis 16 Seiten) angeliefert. Planobogen müssen zuerst geschnitten und danach gefalzt werden. Rotabogen sind bereits gefalzt. Vierseitige Umschläge für geheftete und klebegebundene Kataloge bilden eine Ausnahme. Beim Klebebinden wird der Umschlag plano (also ungefalzt) verarbeitet. Beim Sammelheften gibt es einen speziellen Anleger, bei dem der plano geschnittene Umschlag direkt in der Machine gefalzt wird.

#### Falzen der Bogen
Der nächste Schritt ist das Falzen der Bogen. Die Art der Anordnung der Seiten zueinander bedingt das Falzsystem und damit auch die Falzmaschine. Unterschieden werden unter anderem die Kreuzbruchfalzung, bei der abwechselnd im rechten Winkel gefalzt wird, und die Parallelfalzung, die sich nochmals in Wickel- und Zickzackfalzung aufsplittet. Diese Varianten können jedoch auch untereinander kombiniert werden, so dass sich viele verschiedene Möglichkeiten der Falzung eines Bogens ergeben können. Direkt nach dem Falzen folgt das Pressen der Bogen in sogenannten Bündelpressen, um die gewünschte Dichte und Festigkeit des Endproduktes zu erreichen.

#### Vorrichten der Bogen
Sollen dem fertigen Buch Beilagen wie Illustrationen oder Karten auf hochwertigerem Papier beiliegen, müssen diese nun auch in der industriellen Herstellung von Hand an die richtige Stelle eingefügt werden. Zusätzlich werden die Vorsätze in diesem Arbeitsschritt mithilfe von Vorsatzanklebeautomaten mit Titel- und Endbogen verbunden.

### Buchblockbildung

Eine der ersten Rückenrundemaschinen

In diesem Arbeitsschritt werden die gefalzten Bogen zunächst in der richtigen Reihenfolge über- bzw. bei dünneren Broschuren auch ineinander gelegt. Das Ineinanderlegen und der darauffolgende Schritt, das Heften, geschehen in diesem Fall meist in einer einzigen Maschine, der Sammeldrahtheftmaschine. Das reine Zusammentragen umfangreicherer Ausgaben jedoch ist ein eigener Arbeitsschritt, der sowohl von einer Maschine als auch manuell vorgenommen werden kann. Eine wichtige Aufgabe, die parallel zu den bisher genannten Schritten erfolgen muss, ist das Kollationieren, das Durchführen einer visuellen Kontrolle. Weil Fehler in der Reihenfolge der Bogen nicht selten vorkommen, muss die Richtigkeit des durchgeführten Zusammentragens als auch die Vollständigkeit der Bogen kontinuierlich überprüft werden. Je nachdem wie das Endprodukt beschaffen sein soll, wird der Buchblock nun maschinell durch Draht- bzw. Fadenheftung oder Klebebindung verbunden.
Bei der maschinellen Rückstichheftung wird oft auf Gaze geheftet. Wenn mehrere Fäden verwendet wurden, werden diese am Buchrücken durch Knoten oder mit Hilfe der Fadensiegelung miteinander verbunden (Holländern).

### Buchblockbearbeitung
Die Buchblockbearbeitung setzt sich je nach Art der Heftung oder Klebebindung aus mehreren Elementen zusammen. Dazu gehören das Rückenleimen des Buchblocks, das der zusätzlichen Befestigung der Falzbogen im Rücken dient, das dreiseitige Beschneiden, an das sich das Schnittfärben anschließen kann, danach, wenn gewünscht, das Runden des Blocks sowie das Hinterkleben des Rückens mit Gaze oder Fälzelmaterial, dem Kapital und der Hülse. Diese Arbeitsschritte können sowohl getrennt voneinander in Einzelschritten, wobei für jeden Arbeitsgang eine eigene Maschine existiert, als auch in Blockbearbeitungsanlagen, die die Schritte kombinieren, durchgeführt werden.

### Herstellung der Einbanddecke
Die Einbanddecke besteht bei weichen Umschlägen aus einem zusammenhängenden Stück elastischem Karton oder Gewebe, bei Hardcoverbänden hingegen aus vier Teilen, den zwei Deckeln, der Rückeneinlage und dem Bezugsstoff. Die Materialien und die Arbeitsweise hängen dabei von der beabsichtigten Qualität des Endproduktes ab. Zunächst werden die benötigten Teile zugeschnitten, wobei sich die Größe nach den Maßen des Buchblocks und der Art der späteren Verbindung richtet. Die Montage zur fertigen Buchdecke erfolgt gesondert. Wird das Einhängen, das heißt das Verbinden von Buchdecke und Buchblock, später von Hand vorgenommen und liegt ein Rundrücken vor, muss an dieser Stelle die Rückeneinlage ebenfalls manuell gerundet werden.

### Buchdeckenverzierung

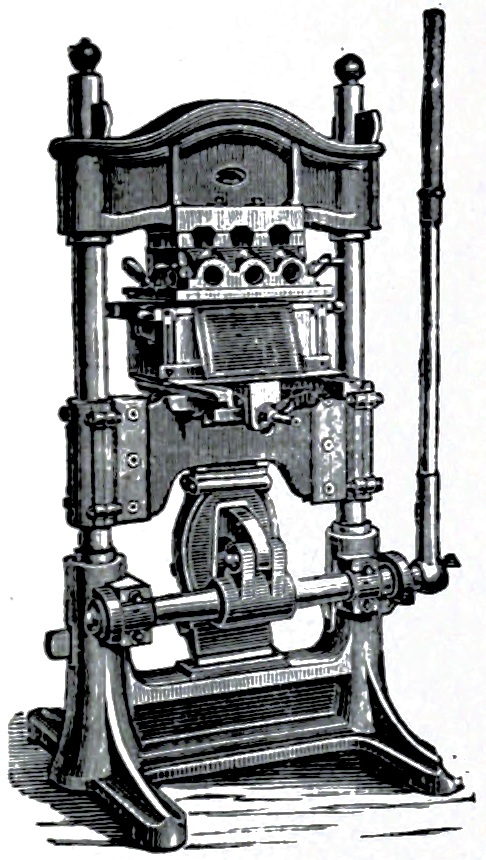
Buch-Prägepresse veralteter Bauart

Nach der Montage erfolgt das Verzieren der Buchdecken durch die verschiedenen Formen der Prägung, wie Blindprägung, Reliefprägung oder Folienheißprägung (zu der auch das maschinelle Vergolden zählt) durch Farb- oder Siebdruck oder selteneren Formen der Dekoration wie Intarsienarbeiten oder dem Aufkleben von Illustrationen.

### Verbindung von Buchblock und Buchdecke
Der abschließende Arbeitsgang bei der industriellen Buchherstellung ist das Einhängen des Buchblocks in die separat angefertigte Buchdecke. Dies kann sowohl durch Ankleben der Vorsätze an die Buchdecke als auch durch Einstecken des Blocks in dafür vorgesehene Taschen an den Innenseiten der Buchdeckel geschehen, wobei das Klebeverfahren jedoch eindeutig dominiert. In einigen Fällen wird der Block nicht nur an den Buchdeckel, sondern auch am Rücken festgeklebt. Ist eine Hülse vorhanden, stellt sie die Verbindung zwischen Buchrücken und Buchdecke her. Abhängig von der Auflagenhöhe, Format und Umfang des Werkes, Art und Konstruktion der Buchdecke sowie dem Einhängeverfahren, wird das Einhängen entweder manuell oder auf Bucheinhängemaschinen vorgenommen. Im Anschluss folgt ein letztes Abpressen. Bei einem Großteil der Hardcoverbände wird darüber hinaus noch der Falz eingebrannt, die vertiefte Linie zwischen Rückeneinlage und Deckelpappen, die als eine Art Scharnier zum besseren Öffnen fungiert.

## Umbinden
Gründe für die Veränderung eines bereits vorhandenen Einbandes und Buchblockes können sein:
- Reparatur oder Ersetzen eines defekten Einbandes und Buchblockes
- Ersatz eines schlichten Einbandes durch einen Prachteinband
- Ersetzen eines weichen Einbandes einer Broschur durch einen festen Einband, zum Beispiel bei Bibliothekseinbänden
- Vereinheitlichung des Erscheinungsbildes einer Bibliothek, zum Beispiel in Barockbibliotheken
- Zusammenfassung mehrerer Werke in einem Band (Konvolut)
- Verbesserung der Handhabbarkeit, zum Beispiel durch Ringbindung bei Notenbüchern

Die Entfernung eines Einbandes vom Buchblock wird als Abbinden bezeichnet.